# Saint-Ouen (stacja metra)
Saint-Ouen – stacja czternastej linii paryskiego metra położona w miejscowości Saint-Ouen-sur-Seine. Otwarcie miało miejsce 14 grudnia 2020 roku. Stacja umożliwia przesiadkę na przystanek linii C RER o tej samej nazwie. W 2021 roku ze stacji skorzystało 3 420 852 pasażerów, co dało jej osiemdziesiąte czwarte (na trzysta pięć) miejsce w całym systemie względem popularności.